# Wapen van Boer

Wapen van Boer

Het wapen van Boer is het dorpswapen van het Nederlandse dorp Boer, in de Friese gemeente Waadhoeke. Het wapen werd in 2005 geregistreerd.

## Beschrijving
De blazoenering van het wapen in het Fries luidt als volgt:
yn goud in blauwe weagjende skeanbalke, belein mei in sulveren ielstekker (elger); de weagjende skeanbalke boppe beselskippe fan in reade roas en ûnder fan in griene klaver.
De Nederlandse vertaling luidt als volgt: 
in goud een blauwe golvende schuinbalk, belegd met een zilveren palingsteker (elger); de golvende schuinbalk boven vergezeld van een rode roos en onder van een groene klaver.
De heraldische kleuren zijn: goud (goud), azuur (blauw), zilver (zilver), keel (rood) en sinopel (groen).

## Symboliek
- Blauwe schuinbalk: beeldt de stroom de Ried uit waar het dorp aan gelegen is.[2]
- Roos: afkomstig uit het oude en het nieuwe wapen van Franekeradeel, de gemeente waar het dorp tot behoorde.[2]
- Klaverblad: staat symbool voor het agrarische karakter van het dorp.[2]
- Elger: verwijst naar de familie Elgersma die bij het dorp een state bewoonde. Tevens duidt de elger op het vissen op paling in de Ried.[2]
- Kleurstelling: eveneens ontleend aan het oude wapen van Franekeradeel.[2]

Het oude wapen van Franekeradeel.
Het nieuwe wapen van Franekeradeel.

## Zie ook

Vlag van Boer